# Teatre Líric (Barcelona)
El Teatre Líric, també anomenat Teatro Lírico-Sala Beethoven, fou un teatre de Barcelona situat a la cantonada dels carrers Mallorca i de Pau Claris. Es va especialitzar en la música i el teatre musical, sobretot l'òpera i la sarsuela. Inaugurat el 1881, va tancar el 1900.

## Història
De propietat privada, va ser aixecat a expenses del financer Evarist Arnús, que volia dotar la ciutat d'un auditori apte per als concerts i la música en general i situar-lo en la part nova de Barcelona, l'Eixample. S'inaugurà el 23 d'abril de 1881, amb un concert dirigit per Jules Massenet i Bonaventura Frígola. La primera peça va ser una Marxa solemne en memòria de Beethoven composta expressament per Massenet, seguida del vals de Sylvia de Leo Delibes, un andante per a corda de Frigola, les Scènes pittoresques de Massenet, la sisena simfonia de Beethoven, tres fragments del tercer acte de Le Roi de Lahore, òpera de Massenet, i la Marxa de Schiller de Giacomo Meyerbeer. Un mes més tard, dirigí l'orquestra Camille Saint-Saëns, amb un concert dedicat exclusivament a obres seves.
L'edifici havia estat projectat per Salvador Viñals i Sabaté, al lloc on abans hi havia hagut el Teatre dels Camps Elisis, als jardins del mateix nom. El teatre estava envoltat d'un jardí on hi havia un cafè-restaurant en una gran pèrgola de fusta i una torre amb rellotge, que era una estació meteorològica. Al vestíbul del teatre es trobaven, enfrontades als costats, dues escultures fetes per Josep Reynés: una en homenatge a Beethoven, que donava nom a la sala, i una altra de Mozart.
L'aforament era de 2.000 persones, 850 de les quals seien a platea. La sala era decorada amb elegància i luxe, amb el sostre pintat per Francesc Soler i Rovirosa, i va ser molt comentada la inusual comoditat de les butaques. Després del Liceu era el teatre més ben condicionat i més luxós de Barcelona.
El 1881 hi va tenir lloc l'estrena a Espanya de Carmen, de Georges Bizet. El 1883, l'oratori Le déluge, de Camille Saint-Saëns, i, per primer cop a Catalunya, el preludi de l'òpera Parsifal, estrenada l'any anterior; el 1889 s'hi va reposar Orfeo ed Euridice, de Gluck, i el 1890 va fer-s'hi l'estrena a Espanya d'Alceste, del mateix autor. El 1888 hi va actuar Julián Gayarre, amb assistència de la reina regent Maria Cristina d'Habsburg, i el 1899 va fer-hi el seu debut absolut la soprano Maria Barrientos, amb quinze anys (a La sonnambula de Bellini).
A la mort d'Evarist Arús el 1890, el teatre fou heretat pel seu fill Emili Arnús i Oliveras (†1908).
Hi van tenir lloc, des del 1892, els Concerts Nicolau, concerts simfònics organitzats per la Societat Catalana de Concerts i dirigits per Antoni Nicolau, on van presentar-se a la ciutat moltesm,. obres del repertori, com les nou simfonies de Beethoven i nombrosos fragments d'obres de Richard Wagner. En aquests concerts van actuar, també com a directors d'orquestra, músics com Vincent d'Indy (1896 i 1898) o Mathieu Crickboom. Camille Saint-Saëns i Richard Strauss (1897) també hi van dirigir concerts. En un d'ells, el 20 d'abril de 1900, Saint-Saëns va presentar la seva fantasia per a piano i orquestra Àfrica, composta poc abans i dedicada a Malats, que n'era l'intèrpret. El 30 de maig de 1900, Joan Manén hi dirigí l'estrena de la seva Catalònia, simfonia per a gran orquestra.
Van donar-s'hi nombrosos recitals i concerts de prestigiosos solistes com els pianistes Isaac Albéniz, Enric Granados, Joaquim Malats i Carles Vidiella, l'arpista Esmeralda Cervantes o els violinistes Eugène Ysaye, Joan Manén, Ernest Chausson i Pablo Sarasate (des de 1887). Hi van actuar grups com la Capella Nacional Russa (el 1895), dirigida per Dmitri Slavlanski d'Agrenev. L'abril de 1890, Granados s'hi va presentar com a pianista, en tornar de París, i va fer-hi l'estrena absoluta de les seves Danses espanyoles. El 1895, Granados va presentar a Barcelona els seus Valsos poètics, estrenats a Madrid un mes abans.
També s'hi va fer teatre de text: hi va actuar Sarah Bernhardt (amb cinc obres diferents, com La dama de las camelias o Adrianne Lecouvreur) (20-28 d'abril de 1882) o les companyies de Rafael Calvo, Julián Romea, Antonio Vico i Lleó Fontova. Guimerà hi estrenà L'ànima morta. En el marc del Teatre Íntim d'Adrià Gual s'hi van estrenar: L'alegria que passa de Santiago Rusiñol (1898, 16 de gener), Silenci (1898), Blancaflor (1899), amb música d'Enric Granados, i La culpable (1900) d'Adrià Gual, i La Rosons i Picarol, amb text d'Apel·les Mestres i música d'Enric Morera (1900). A més, va servir com a escenari de balls (com el de l'Exposició de 1888), festes i celebracions de diversos tipus.
El teatre va cloure les activitats el 31 d'octubre de 1900, amb un gran concert. El terreny va ser venut i un intent de reaprofitar-ne els elements per a bastir-ne un nou teatre municipal no va tenir resposta de l'administració. Alguns dels elements que formaven part del teatre es conserven en altres ubicacions; així, per exemple, les butaques de caoba de la platea són al Casino del Masnou, el bust de Beethoven és al jardi de casa de Maria del Mar Arnús i la Torre del Rellotge va anar a parar a Ca l'Arnús, a Badalona, l'antiga casa familiar amb jardins, esdevinguts parc públic i on es pot visitar actualment.

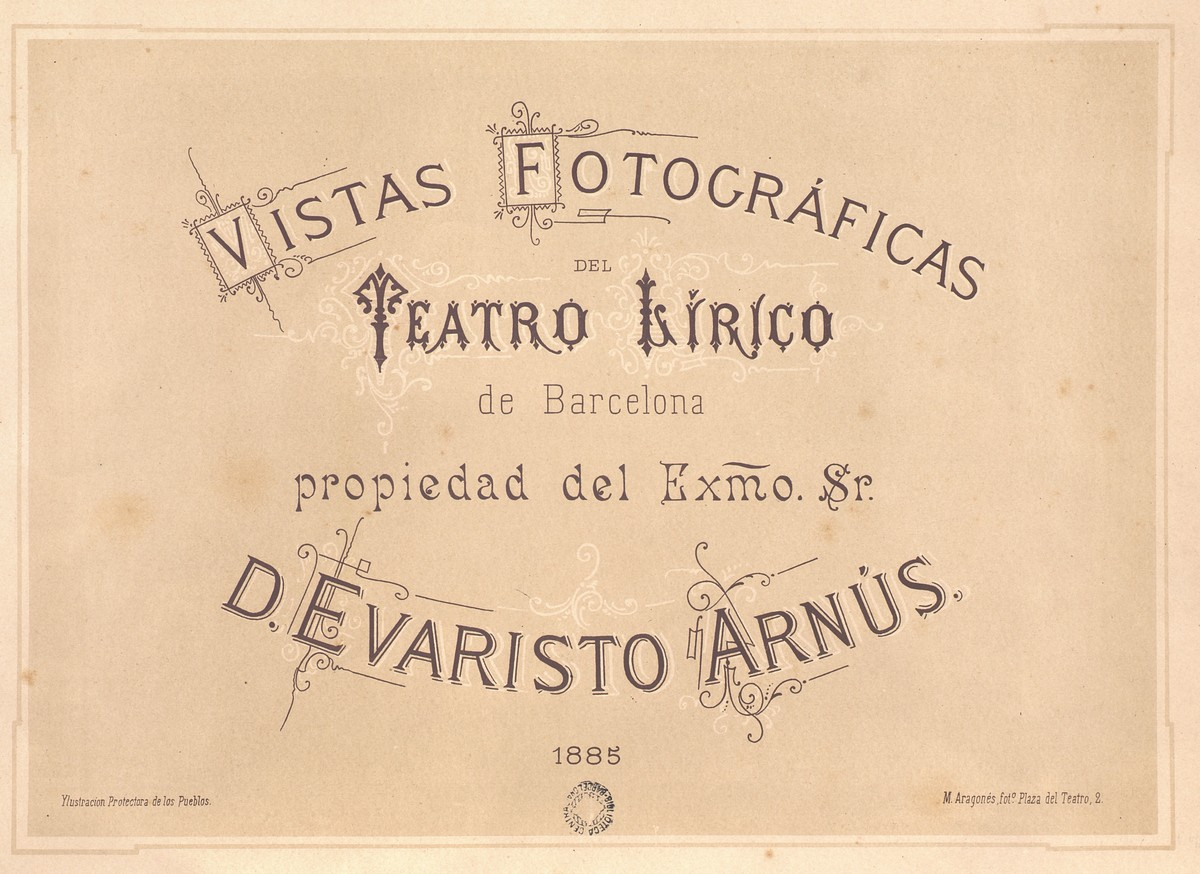
Àlbum d'imatges del teatre
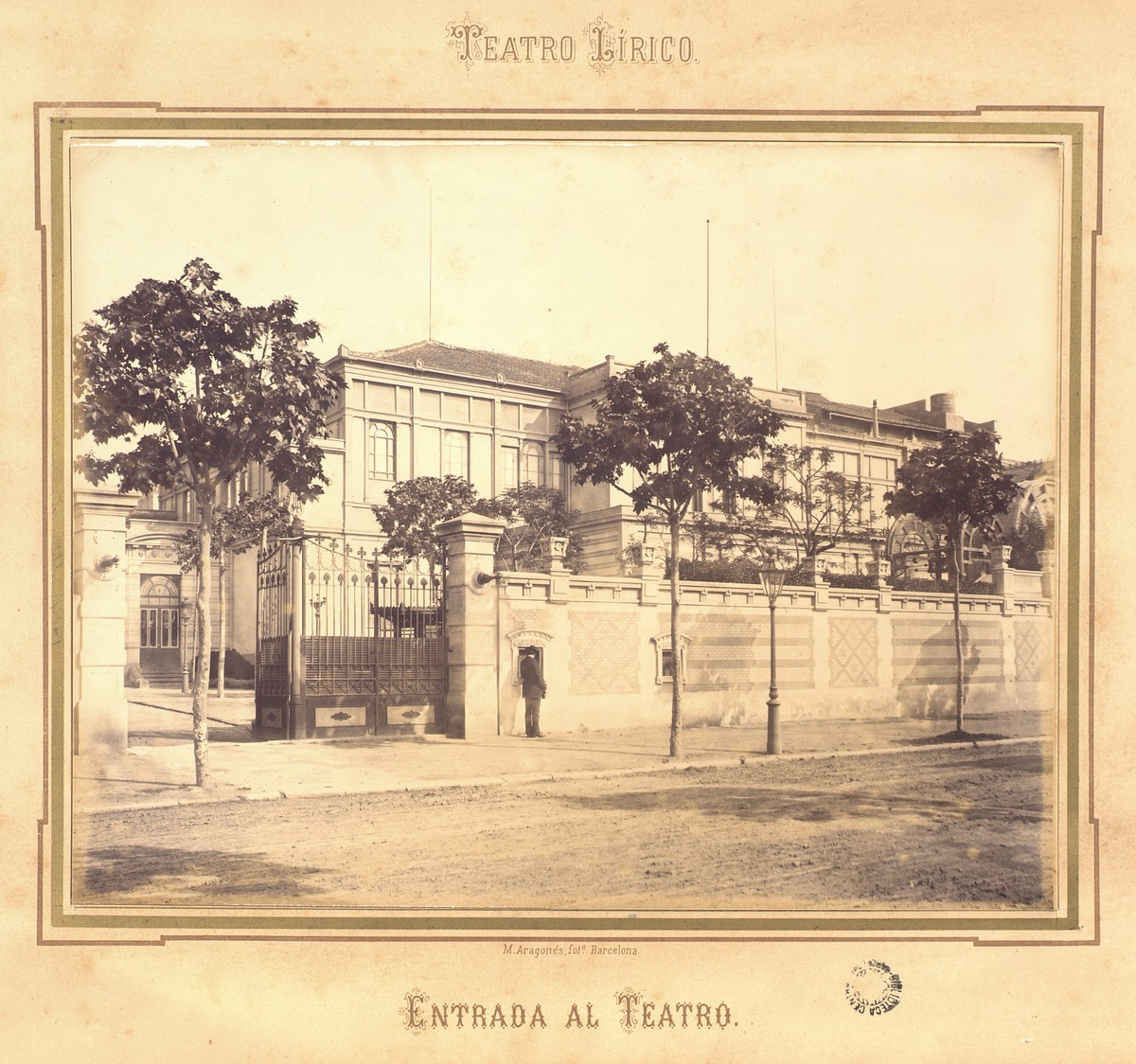
Entrada al Teatre
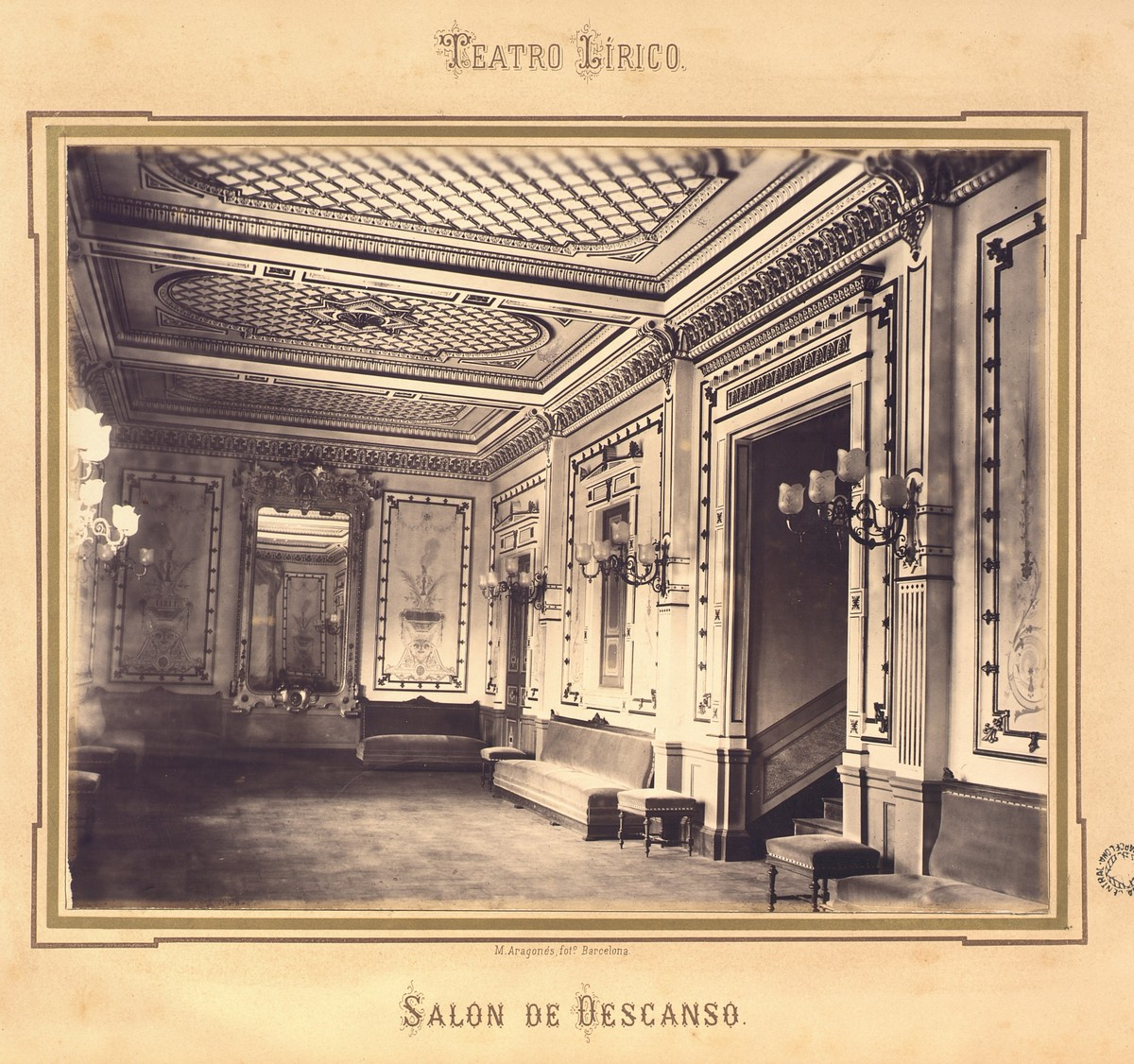
Sala de descans